# 汕头北回归线标志塔
汕头北回归线标志塔位于广东省汕头市金平区西部鸡笼山南麓，1984年开始筹建，1986年6月20日建成，是北回归线由东进入中国大陆后的第一个标志塔。

## 简介
汕头北回归线标志塔高13.6米，底宽30米。标志塔塔基为由花岗岩砌成的圆形平台，主体建筑是一个是由支架承托的地球仪。支架的形状呈“北”字型，其面镶有汉白玉石片，象征北回归线。地球仪直径5米，其中轴是一根直径为45厘米的不锈钢钢管，钢管对准塔基观赏台中心设置的花岗石圆心。每年夏至太阳直射北回归线时即可在观赏台中心看到太阳经过不锈钢钢管投射下来的日影。观赏台的东西方向有一条黑色的石板带，是北回归线的实体化，指明此处为热带和北温带分界线。此外，在标志塔所在山巅还有取自《山海经》神话命名的夸父亭和邓林亭。
1988年11月19日，建成不久的汕头北回归线标志塔即被汕头市人民政府公布为第一批市级文物保护单位。